# Montjoire
Montjoire (okzitanisch Montjòire) ist eine französische Gemeinde mit 1.262 Einwohnern (Stand: 1. Januar 2022) im Département Haute-Garonne in der Region Okzitanien (vor 2016: Midi-Pyrénées). Sie gehört zum Arrondissement Toulouse und zum Kanton Pechbonnieu. Die Einwohner werden Montjoviens genannt.

## Geographie
Montjoire liegt etwa 18 Kilometer nordnordöstlich von Toulouse. Umgeben wird Montjoire von den Nachbargemeinden La Magdelaine-sur-Tarn im Norden, Bessières im Nordosten und Osten, Paulhac im Osten, Bazus im Süden, Villariès im Südwesten sowie Vacquiers im Westen.

## Bevölkerungsentwicklung
| Jahr                       | 1962 | 1968 | 1975 | 1982 | 1990 | 1999 | 2006 | 2013 | 2020 |
| Einwohner                  | 522  | 530  | 633  | 843  | 918  | 1018 | 1124 | 1284 | 1299 |
| Quellen: Cassini und INSEE |      |      |      |      |      |      |      |      |      |

## Sehenswürdigkeiten
- Kirche Saint-Sernin
- Alte Kapelle

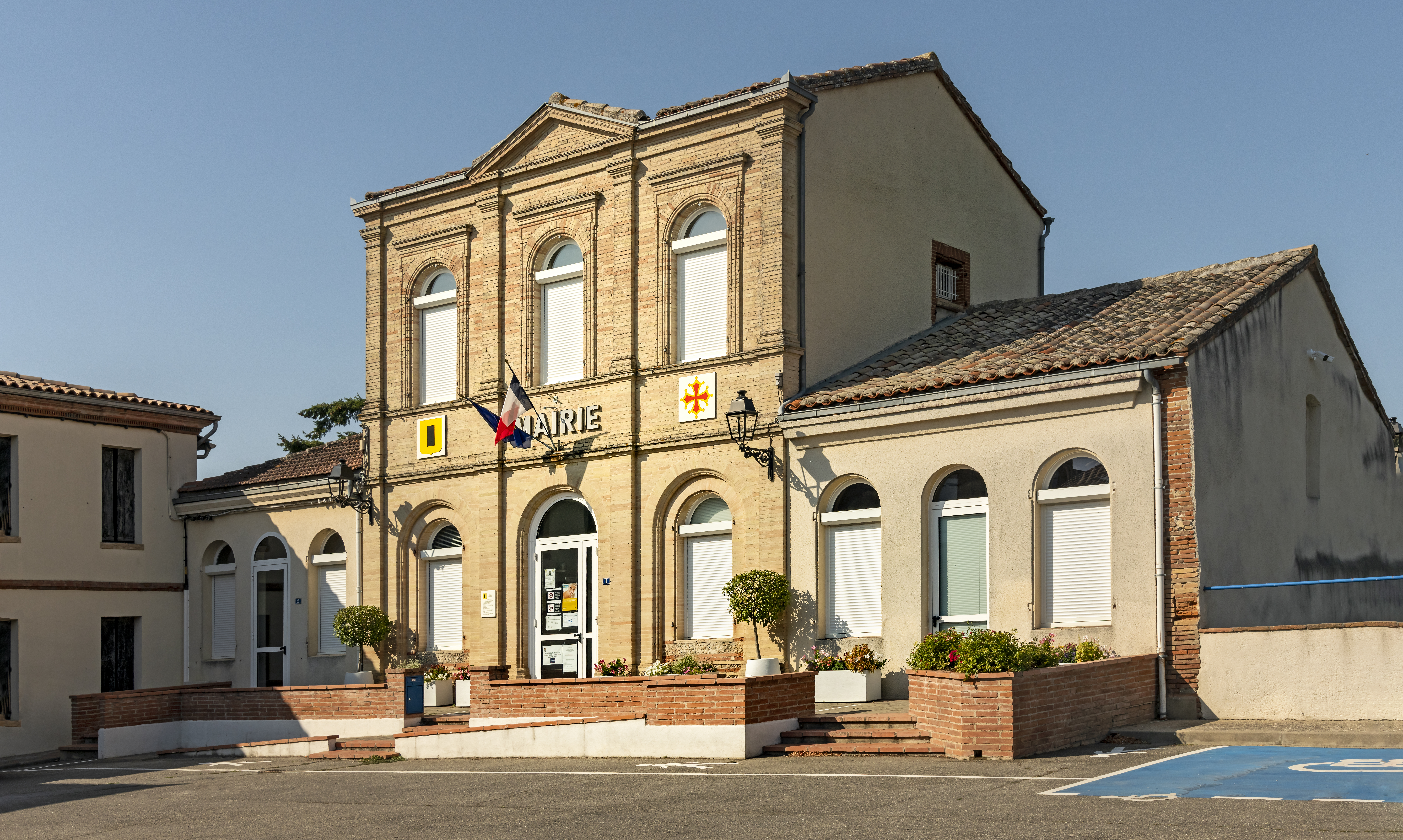
Rathaus
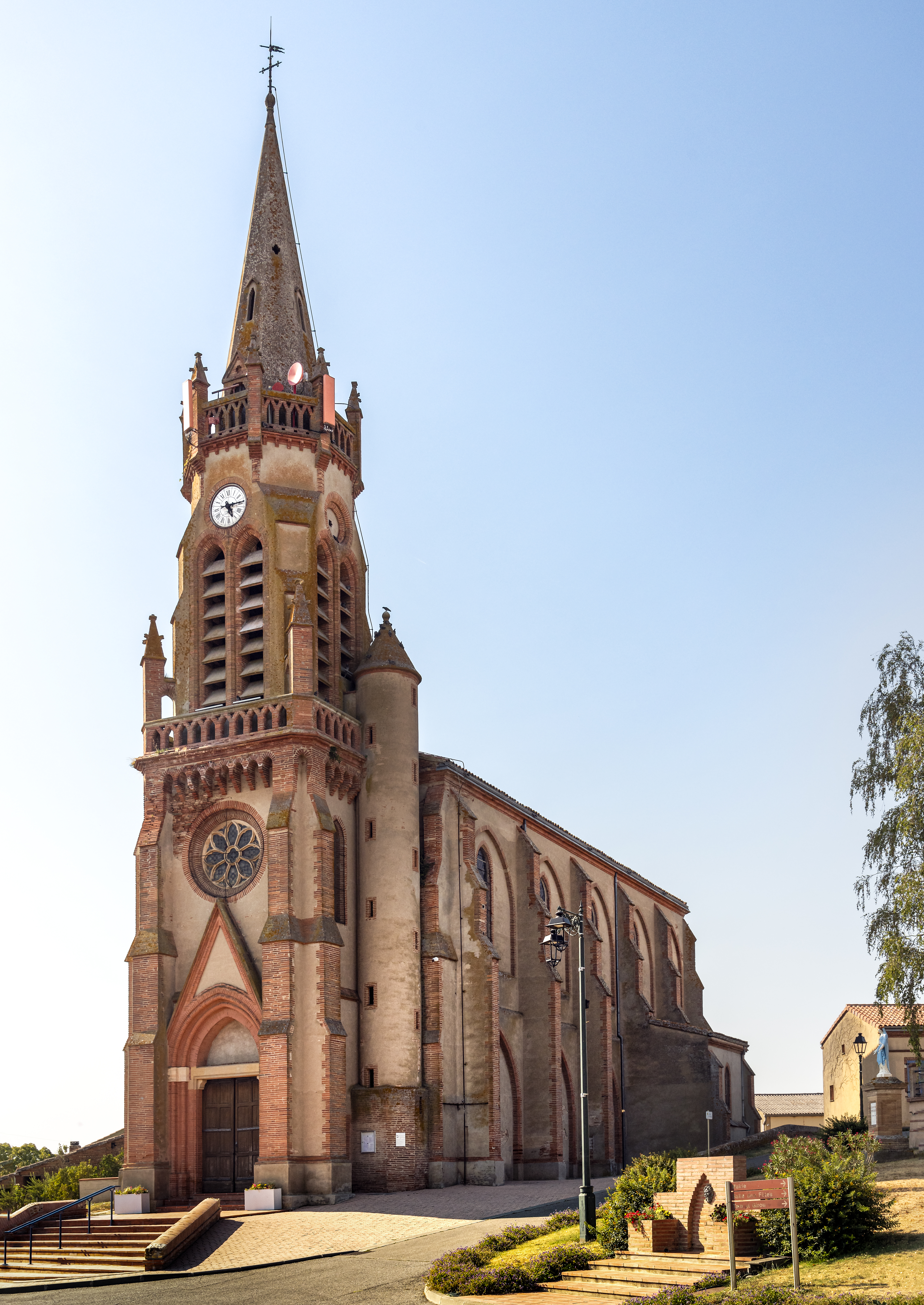
Kirche Saint-Serrnin
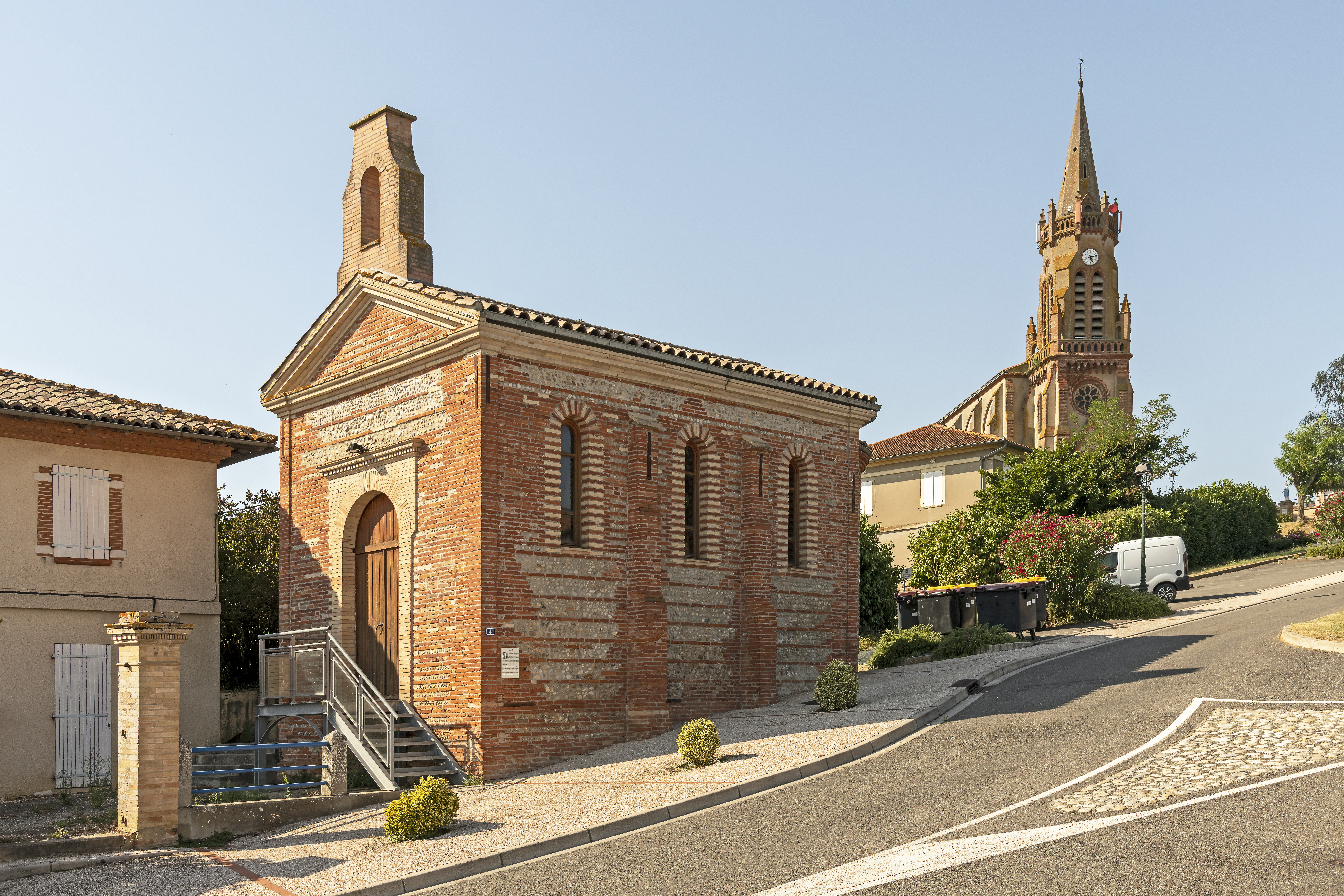
Alte Kapelle
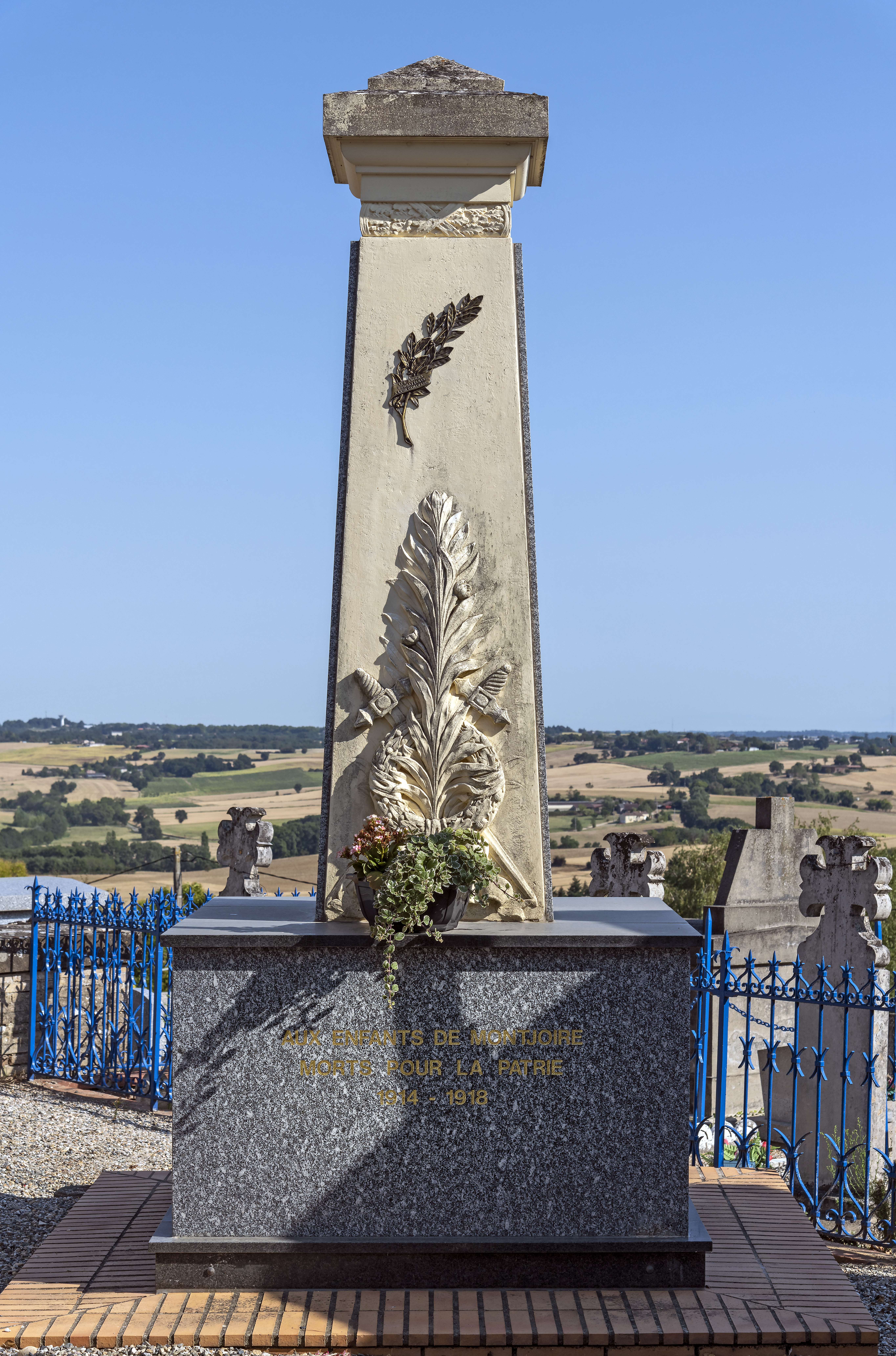
Gefallenendenkmal